# Amanda Anisimova
Pour les articles homonymes, voir Anisimova.
Amanda Anisimova, née le 31 août 2001 à Freehold, est une joueuse de tennis américaine, professionnelle depuis 2016.

## Biographie
Amanda Anisimova est née à Freehold, dans le New Jersey, fille d’Olga Anisimova et de Konstantin Anisimov. Elle a une sœur aînée, Maria, qui a joué au tennis universitaire pour l’Université de Pennsylvanie tout en fréquentant l’école de commerce de premier cycle de Wharton. Ses parents ont émigré de Russie aux États-Unis quelques années avant sa naissance pour donner de meilleures opportunités à leur fille aînée. Ils ont travaillé dans les secteurs de la finance et de la banque, et aucun d’eux n’a joué au tennis de compétition en grandissant.
Anisimova a commencé à jouer au tennis à l’âge de cinq ans. Elle attribue à sa sœur l’inspiration qui l’a poussée à se lancer dans ce sport : "Quand j’étais petite, elle jouait au tennis. Je l’ai toujours vue jouer, et je voulais le faire aussi. C’est comme ça que j’ai commencé et que mes parents s’y sont mis aussi."  Sa famille a déménagé en Floride quand elle était très jeune, de sorte qu’Amanda et sa sœur auraient plus d’occasions de s’entraîner et de trouver d’autres entraîneurs. Son père a longtemps été son entraîneur principal lorsqu’elle était junior, et sa mère l’a également aidée à l’entraîner. De plus, elle a travaillé avec Nick Saviano à partir de l’âge de 11 ans. Max Fomine, qui a également été entraîneur adjoint des frères Bryan, a été son entraîneur itinérant.
Elle est entraînée depuis le début de sa carrière par son père. Celui-ci décède en 2019 à 56 ans.

## Carrière
Elle joue sur le circuit junior depuis 2014 et y atteint la 2e place mondiale début juin 2016. Après avoir atteint la finale du simple filles à Roland-Garros en 2016, un an plus tard, elle remporte le tournoi junior de l'US Open.
En août 2016, pour sa première apparition dans un tournoi professionnel, Amanda Anisimova élimine la Paraguayenne Verónica Cepede Royg au premier tour des qualifications de l'US Open. Début 2017, elle atteint la finale du tournoi de Curitiba à son troisième tournoi sénior. Elle enchaîne par deux autres finales dans des tournois ITF bien dotés à Indian Harbour et Dothan. Elle reçoit ensuite une invitation pour disputer le tableau principal des Internationaux de France, devenant ainsi à 15 ans la plus jeune joueuse à participer au tournoi depuis Alizé Cornet en 2005. Elle s'incline au premier tour contre Kurumi Nara en trois sets. Fin juillet, elle remporte son premier tournoi sur le $60,000 de Sacramento sur forfait de l'adversaire.

### 2018. Entrée dans le Top 100 et première finale à Hiroshima
Elle réussit à remporter son premier match en WTA 1000 à Indian Wells en mars contre la Française Pauline Parmentier (6-2, 6-2) et impressionne en écartant également la Russe Anastasia Pavlyuchenkova (6-4, 6-1) mais surtout sa première Top 10, Petra Kvitová, neuvième joueuse mondiale (6-2, 6-4) pour disputer les huitièmes de finale, à seulement seize ans. Elle cède en deux manches contre une autre championne Tchèque, Karolína Plíšková (1-6, 6-7) et numéro cinq mondiale. Enchaînant avec le tournoi de Miami, elle gagne son match contre Wang Qiang (6-3, 1-6, 6-2) mais doit déclarer forfait contre la numéro trois Garbiñe Muguruza pour soigner une blessure au pied droit. Elle ne fait son retour sur les courts qu'en juillet à l'occasion du tournoi de San Jose. Elle retrouve la Chinoise et la sort de nouveau (6-2, 7-5) avant de subir la loi de la Roumaine Mihaela Buzărnescu (5-7, 6-2, 1-6).
Elle réussit également ses débuts à Cincinnati, s'imposant (6-3, 6-4) devant la spécialiste de double Tímea Babos et sur le score inverse (6-4, 6-3) contre la Croate Petra Martić, étant logiquement écartée par la septième joueuse mondiale, Elina Svitolina (4-6, 4-6) en huitièmes de finale. Pour son premier US Open, elle ne crée cependant pas de surprise et s'incline dès le premier tour face à sa compatriote Taylor Townsend (6-3, 4-6, 3-6). Qualifiée pour le tournoi d'Hiroshima, elle ne laisse que des miettes à la Croate Jana Fett (6-1, 6-1), à la Chinoise Zheng Saisai (6-1, 6-1) et à la Slovaque Anna Karolína Schmiedlová (6-3, 6-1). Elle s'impose en demi-finale contre la tête de série numéro une Zhang Shuai (7-6, 7-5) pour disputer sa première finale sur le circuit WTA. Confrontée à l'atypique Hsieh Su-wei, elle ne marque que quatre jeux (2-6, 2-6) et laisse échapper le titre, réussissant néanmoins grâce à cette performance à entrer pour la première fois dans le Top 100 à dix-sept ans.
Elle échoue à sortir des qualifications à Wuhan et Pékin, sortie respectivement par Wang Yafan (4-6, 6-3, 2-6) et Tatjana Maria (6-2, 2-6, 0-6).

### 2019. Premier titre à Bogota et demi-finale à Roland-Garros
Elle prépare l'Open d'Australie avec le tournoi d'Auckland, sort la spécialiste de double Barbora Strýcová (6-3, 6-3), profite de l'abandon de la qualifiée Jana Čepelová (6-2, 3-0 ab.) mais sort contre une autre Slovaque, Viktória Hrunčáková (3-6, 6-2, 4-6) en quarts de finale. Pour sa première participation à l'Open d'Australie, Amanda Anisimova bat la Roumaine Monica Niculescu (7-6, 6-4), ne laisse que deux jeux à l'Ukrainienne Lesia Tsurenko (6-0, 6-2), quart de finaliste du dernier US Open et efface la jeune 11e mondiale Aryna Sabalenka (6-3, 6-2) pour jouer pour la première fois une deuxième semaine en Majeur où elle est éliminée par la revancharde Petra Kvitová, sixième joueuse mondiale, qui ne lui laisse que des miettes (2-6, 1-6) en huitièmes de finale. La Tchèque parviendra jusqu'en finale du tournoi.
Elle abandonne d'entrée à Acapulco, et fait son retour rapidement, à Indian Wells, s'inclinant au deuxième tour contre la Belge Elise Mertens (4-6, 2-6) et au même stade à Miami contre l'Estonienne Anett Kontaveit (3-6, 6-1, 4-6) qui arrivera jusqu'au dernier carré. Sa tournée sur terre démarre par une défaite à Charleston contre la Croate Petra Martić (4-6, 6-2, 1-6). Elle s'envole pour la Colombie et le tournoi de Bogota. Profitant d'un tableau très ouvert, elle n'affronte aucune joueuse du Top 100 et décroche plusieurs victoires en trois manches sur l'invitée Allemande Sabine Lisicki (4-6, 6-3, 6-2), sa compatriote Varvara Lepchenko (6-4, 6-4), la jeune locale Camila Osorio, invitée par les organisateurs (6-2, 1-6, 6-3) et qui commence sa carrière professionnelle, la Brésilienne qualifiée Beatriz Haddad Maia quelques mois avant sa suspension pour dopage (4-6, 7-6, 6-2) et l'Australienne Astra Sharma (4-6, 6-4, 6-1) qui dispute sa première finale sur le circuit, pour remporter son premier titre en carrière.
Elle s'envole pour l'Europe et le tournoi de Madrid, mais échoue en qualifications, contrairement au tournoi de Rome dont elle dispute le tableau finale pour la première fois et y décroche sa première victoire contre la jeune Italienne Elisabetta Cocciaretto (6-3, 6-3) qui joue son premier WTA 1000. Elle offre une belle résistance contre la numéro quatre Kiki Bertens, récemment titrée à Madrid (2-6, 6-4, 5-7) mais s'arrête au deuxième tour.
À Roland-Garros, elle se qualifie pour son premier quart de finale sans perdre un set dans un tournoi du Grand Chelem en dominant la locale Harmony Tan qui joue pour la première fois Porte d'Auteuil (6-3, 6-1), de nouveau Aryna Sabalenka (6-4, 6-2), la Roumaine Irina-Camelia Begu (7-6, 6-4) et l'Espagnole surprise issue des qualifications Aliona Bolsova (6-3, 6-0), ces deux dernières joueuses étant classées hors du Top 100. Elle bat ensuite à la surprise des observateurs la tenante du titre et numéro trois mondiale Simona Halep (6-2, 6-4), sa première victoire sur une Top 10 sur ocre, pour se qualifier pour les demi-finales où elle perd contre Ashleigh Barty, huitième joueuse mondiale en trois sets (7-64, 3-6, 3-6), l'Australienne décrochant quelques jours plus tard son premier Majeur en carrière. Cette performance majeure la propulse dans le Top 30.
La confirmation sera plus difficile, l'Américaine entamant la tournée sur gazon à Majorque et passant près de la défaite contre la Tchèque Tereza Martincová (3-6, 7-6, 6-4), puis écartant la Française Alizé Cornet (6-2, 6-4), s'inclinant seulement contre la Suissesse Belinda Bencic, treizième joueuse mondiale (2-6, 2-6). Jouant pour la première fois à Wimbledon, elle s'impose contre la Roumaine Sorana Cîrstea (6-3, 6-3) mais contre-performe contre Magda Linette qui vient de remporter son premier match au Temple (4-6, 5-7). 
Passant un tour à San Jose contre Madison Brengle (6-2, 6-2), elle perd au tour suivant face à la Chinoise Zheng Saisai (7-5, 5-7, 4-6) et est contrainte fait l'impasse à l'US Open, affectée par la mort de son père, qui était également son entraineur. De retour pour la tournée asiatique, elle y décroche une seule victoire, contre l'invitée Samantha Stosur, ancienne vainqueur de l'US Open (6-3, 3-6, 6-3), battue au tour suivant par la numéro deux Karolína Plíšková, demi-finaliste en début de saison à l'Open d'Australie (3-6, 3-6) et renversée d'entrée à Pékin par sa compatriote qualifiée Jennifer Brady (7-6, 6-7, 3-6).

### 2020-2021. Manque de résultats
L'année 2020 est marquée par la pandémie de Covid-19, bouleversant le calendrier habituel. L'Américaine démarre par une demi-finale, la seule de sa saison 2020, à Auckland où elle se débarrasse de l'Ukrainienne Kateryna Baindl (6-3, 6-4), de la Russe Daria Kasatkina qui connaît des difficultés (6-2, 6-4) et de la Canadienne invitée Eugenie Bouchard, ancienne Top 10 (6-2, 3-6, 6-4). Elle est néanmoins écrasée par la légende Serena Williams aux portes de la finale (1-6, 1-6) et qui remportera le lendemain son dernier titre en carrière. Tête de série à l'Open d'Australie, elle déçoit en étant éliminée d'entrée par le Kazakh Zarina Diyas qui remporte un match dans le Majeur australien pour la première fois depuis cinq ans (3-6, 6-4, 3-6). Après une nouvelle défaite à Dubaï d'entrée contre Barbora Strýcová (6-7, 6-2, 4-6) qui joue pour la dernière fois le tournoi émirati, elle remporte son premier match à Doha contre la Russe Ekaterina Alexandrova, titrée en début de saison à Shenzen (6-3, 7-6). Elle enchaîne une belle prestation contre la septième joueuse mondiale, Elina Svitolina (6-3, 6-3), remportant sa seule victoire de la saison contre une Top 10 à cette occasion. Elle déclare néanmoins forfait contre la vétérane Svetlana Kuznetsova, qui ralliera les demi-finales du tournoi.
Elle prend une pause de six mois, et revient sur le circuit fin août, à l'occasion de Cincinnati, écartant pour son retour Alison Riske (6-3, 6-3) mais battue au deuxième tour par sa compatriote Jessica Pegula qui vient de remporter son premier match en WTA 1000 (5-7, 2-6). Amanda remporte, elle, son premier match à Flushing Meadows contre la modeste Bulgare Viktoriya Tomova qui joue pour la première fois le tournoi (7-5, 7-5) et enchaîne contre l'invitée Katrina Scott (4-6, 6-4, 6-1). Elle ne remporte que quatre jeux au troisième tour contre la Grecque María Sákkari (3-6, 1-6).
Pour la tournée européenne sur terre, elle commence par le tournoi de Rome où elle sort en deux jeux décisifs la Croate Donna Vekić (7-6, 7-6) et s'incline contre l'Ukrainienne Dayana Yastremska (6-4, 6-7, 4-6). Entre deux défaites d'entrée à Strasbourg contre Jil Teichmann (2-6, 3-6) et à Ostrava face à la Belge Elise Mertens sur le même score, elle défend sa demi-finale à Roland Garros. Commençant le tournoi de manière éblouissante contre l'Allemande Tamara Korpatsch qui joue son premier majeur (6-2, 6-0) et face à Bernarda Pera qu'elle écrase sur le même score, elle retrouve la numéro deux mondiale Simona Halep au troisième tour. La Roumaine se venge de sa défaite de l'année passée, le cédant qu'un seul petit jeu à l'Américaine (0-6, 1-6).
Son début de saison 2021 est poussif, l'Américaine ne démarrant la saison que début mars à l'occasion du tournoi de Dubaï. Elle remporte son match de retour contre la qualifiée Croate Ana Konjuh qui joue son premier WTA 1000 depuis quatre ans (6-2, 6-2) mais s'incline au tour suivant face à l'Espagnole Garbiñe Muguruza (4-6, 2-6), future vainqueur du tournoi. Elle connaît le même sort à Miami, sortant l'ancienne numéro quatre Sloane Stephens (6-3, 6-3) mais écartée de justesse par la Canadienne Bianca Andreescu (6-7, 7-6, 4-6), neuvième mondiale et qui parviendra jusqu'en finale du tournoi. Après un nouveau deuxième tour perdu à Charleston, elle s'envole pour la tournée sur terre battue européenne et alors qu'elle domine totalement les débats, s'incline finalement d'entrée contre María Sákkari (6-0, 1-6, 4-6) à Madrid, demi-finaliste quelques semaines plus tard à Roland Garros. Elle ne fait pas beaucoup mieux à Rome où après avoir sorti la Chinoise Wang Qiang (7-5, 6-3), elle perd logiquement face à Elina Svitolina, sixième joueuse mondiale après avoir mené (6-2, 3-6, 4-6). Défendant les points de sa demi-finale d'il y a deux ans Porte d'Auteuil, elle s'incline au tout début du tournoi contre la Russe Veronika Kudermetova, vainqueur à Charleston (6-7, 1-6) et sort début juin du Top 50.
Elle enchaîne une troisième défaite consécutive à Berlin contre la vétérane Alizé Cornet (3-6, 1-6) mais brise sa série à Bad Homburg contre la Monténégrine Danka Kovinić (6-2, 6-1). Elle enchaîne pour la première fois depuis neuf mois deux victoires de suite contre l'ancienne Top 10 Andrea Petkovic (6-1, 7-5) mais s'incline au tour suivant contre une deuxième Allemande, l'ancienne vainqueur de Wimbledon Angelique Kerber, après avoir mené de nouveau une manche à zéro (6-2, 3-6, 3-6), son adversaire parvenant pour la dernière fois de sa carrière en demi-finale au Temple quelques semaines plus tard. Deux nouvelles défaites après avoir mené lui sont infligées, contre Magda Linette qu'elle retrouve à Wimbledon depuis sa dernière participation (6-2, 3-6, 1-6) et à San Jose contre l'Australienne Ajla Tomljanović (6-1, 5-7, 5-7).
Obligée de passer par les qualifications, elle dispute pour la première fois l'Open du Canada et profite d'un tableau ouvert et de l'abandon d'une autre qualifiée, la Tchèque Tereza Martincová (6-1, 4-3 ab.) avant de sortir la Française Océane Dodin (6-3, 6-3). Elle est contrainte à la défaite au troisième tour, sortie par la sixième joueuse mondiale, Karolína Plíšková, finaliste à Wimbledon et qui parviendra aussi en finale ici-même (1-6, 6-7). Après avoir dominé la Kazakh Zarina Diyas (7-5, 6-2) à l'US Open, elle passe tout près de la victoire contre la Tchèque qu'elle retrouve mais s'incline une nouvelle fois (5-7, 7-6, 6-7). deux nouvelles défaites logiques à Chicago au deuxième tour contre Elina Svitolina (4-6, 3-6) et à Indian Wells au troisième tour contre Barbora Krejčíková (2-6, 3-6), respectivement sixième et cinquième mondiale clôturent son année.

### 2022. 2etitre à Melbourne, 1/8eà l'Open d'Australie et Roland-Garros
L'Américaine commence sa saison de la plus belle des manières en remportant son deuxième titre en carrière à Melbourne 2, trois ans après son premier titre. Elle se débarrasse difficilement de la Belge Alison Van Uytvanck (7-6, 1-6, 7-5) qui joue sa dernière saison pleine sur le circuit WTA puis efface les Roumaines Sorana Cîrstea (6-4, 6-1) et Irina-Camelia Begu (2-6, 6-3, 6-2). Elle ne concède que deux jeux en demi contre la Russe Daria Kasatkina (6-2, 6-0) qui finira l'année dans le Top 10 et rencontre une autre surprise en finale, la qualifiée Biélorusse Aliaksandra Sasnovich qui échoue pour la troisième fois de sa carrière aux pieds du trophée (7-5, 1-6, 6-4).
Elle confirme son retour en forme en se hissant en huitièmes de finale (une première en Majeur depuis trois ans) à l'Open d'Australie où elle est battue par Ashleigh Barty (4-6, 3-6), numéro une mondiale et future vainqueur, qui joue alors son dernier tournoi en carrière à 25 ans. Elle avait renversé au premier tour la qualifiée Néerlandais Arianne Hartono (2-6, 6-4, 6-3), sorti la Suissesse Belinda Bencic, ancienne numéro quatre mondiale (6-2, 7-5) et renversé l'ancienne numéro une, Naomi Osaka, tenante du titre au troisième tour (4-6, 6-3, 7-6). Son printemps sur dur est moins réussi, l'Américaine ne sortant pas des qualifications à Dubaï et s'inclinant au second tour à Doha contre la Lettone Jeļena Ostapenko (3-6, 6-4, 6-3), récente vainqueur de Dubaï après avoir sorti la Brésilienne Beatriz Haddad Maia (7-5, 6-4). Elle échoue au même stade à Indian Wells, effaçant la jeune invitée et 200e mondiale Emma Navarro qui dispute son premier WTA 1000 (6-2, 6-2) mais abandonne face à Leylah Fernandez, finaliste du dernier US Open (6-2, 6-7 ab.). Elle commence sa tournée sur terre battue juste après une défaite d'entrée à Miami, s'effondrant contre sa compatriote Shelby Rogers (6-3, 0-6, 3-6). 
Elle s'impose logiquement lors du tournoi sur terre américaine contre la qualifiée Sachia Vickery (6-0, 7-5) et ne laisse que trois jeux à Yulia Putintseva, ancienne quart de finaliste à Roland Garros (6-1, 6-2). Elle réussit à renverser en huitièmes de finale la numéro cinq mondiale Aryna Sabalenka (3-6, 6-4, 6-3), remportant sa première victoire contre une Top 10 depuis deux ans. Ne faisant qu'une bouchée de la repêchée surprise Coco Vandeweghe (6-1, 6-2), elle est sortie alors qu'elle mène une manche à zéro par la Tunisienne Ons Jabeur (6-2, 1-6, 4-6), future vainqueur à Madrid et finaliste à Wimbledon et à l'US Open cette saison-là. Elle confirme ses bonnes dispositions à Madrid où elle écarte une nouvelle fois Aryna Sabalenka (6-2, 3-6, 6-4), renverse Petra Martić (3-6, 6-3, 6-2) et sort une nouvelle Biélorusse, l'ancienne numéro une Victoria Azarenka (6-1, 6-4) pour rejoindre son premier quart de finale en WTA 1000. Dans un duel surprise contre Ekaterina Alexandrova, qualifiée, elle s'incline (4-6, 3-6), laissant la Russe goûter à sa première demi-finale dans un tournoi de cette catégorie.
Elle enchaîne un nouveau quart à Rome, sortant la qualifiée Tchèque Tereza Martincová (6-2, 0-6, 6-4), Belinda Bencic pour la deuxième fois de l'année (7-6, 6-1) ainsi que la neuvième mondiale Danielle Collins, finaliste en début de saison à l'Open d'Australie (6-2, 6-2). Elle s'arrête, renversée par Aryna Sabalenka qu'elle rencontre pour la troisième fois en quelques mois (6-4, 3-6, 2-6). Attendue comme outsider à Roland Garros, elle hérite d'un tirage compliqué au premier tour en la personne de Naomi Osaka mais écarte la Japonaise (7-5, 6-4) ainsi que la qualifiée Donna Vekić (6-4, 6-1). Elle profite au troisième tour de l'abandon de la Tchèque Karolína Muchová (6-7, 6-2, 3-0 ab.) pour rallier une nouvelle fois une deuxième semaine en Majeur. Néanmoins, elle perd à ce stade, sortie par Leylah Fernandez (3-6, 6-4, 3-6) qui rejoint pour la première fois les quarts de finale Porte d'Auteuil. 
Elle continue d'engranger de la confiance à Bad Homburg, renversant Alison Van Uytvanck (3-6, 6-3, 7-6) et écartant facilement sa compatriote Ann Li (6-0, 6-2) avant d'être elle même écrasée par la Roumaine Simona Halep qui joue sa dernière saison en carrière. Elle bénéficie d'un bon tableau à Wimebledon, sortant la repêchée Chinoise Yuan Yue qui joue son premier Majeur en carrière (6-3, 6-4) et Lauren Davis (2-6, 6-3, 6-4). Affrontant la jeune Coco Gauff, douzième mondiale, elle renverse la situation (6-7, 6-2, 6-1) contre la récente finaliste du dernier Roland Garros et vainc en huitièmes la surprise Française Harmony Tan, 115e joueuse mondiale et novice à ce niveau (6-2, 6-3). Pour son premier quart de finale au tournoi londonien, elle s'incline logiquement de nouveau contre Simona Halep, ancienne vainqueur (2-6, 4-6).
Elle s'envole fin juillet pour la tournée américaine, mais n'y performe pas, remportant des victoires sur la jeune invitée Ashlyn Krueger (6-2, 7-6) et contre la Tchèque ancienne numéro une mondiale Karolína Plíšková (3-6, 7-5, 6-1) à San Jose mais s'inclinant de nouveau face à Shelby Rogers (4-6, 4-6). Elle s'arrête à Toronto comme à Cincinnati au deuxième tour, battant au Canada l'invitée Carol Zhao (6-1, 6-3) et subissant la vengeance de Karolína Plíšková (1-6, 1-6) et dans son pays natal la dixième joueuse mondiale Daria Kasatkina (6-4, 6-4) mais déclarant forfait contre Shelby Rogers. Elle ponctue sa saison par une défaite sans éclats contre la Kazakh Yulia Putintseva à l'US Open (3-6, 3-6) dès le premier tour.

### 2023. Manque de forme et pause
Elle commence la saison par une défaite nette et sans bavure contre Veronika Kudermetova, neuvième joueuse mondiale (3-6, 0-6) à Adelaïde 1 mais s'extirpe des qualifications à Adelaïde 2, sortant la Russe Liudmila Samsonova (7-5, 6-3) mais buttant sur la Brésilienne Beatriz Haddad Maia (4-6, 5-7) au tour suivant. Tête de série à l'Open d'Australie, elle s'incline d'entrée contre la jeune Ukrainienne Marta Kostyuk (3-6, 4-6). Elle remporte à Dubaï son dernier match de la saison contre la vétérane Vera Zvonareva, ancienne numéro deux mondiale (6-3, 6-2) et s'incline de justesse au tour suivant contre Victoria Azarenka (6-4, 4-6, 6-7), demi-finaliste en Australie en début de saison. Elle concède plusieurs défaites au premier tour à Indian Wells face à la jeune Linda Nosková qui joue sa première saison pleine sur le circuit (6-7, 3-6), à Miami où elle abandonne contre sa compatriote Madison Brengle qui joue sa dernière saison en carrière (6-7, 2-5 ab.) et à Madrid où elle est défaite par la 107e mondiale, Arantxa Rus (5-7, 2-6). Atteinte de surmenage, Anisimova annonce en mai 2023, après le tournoi, se mettre en retrait du circuit professionnel.

### 2024. Finale à l'Open du Canada et 1/8eà l'Open d'Australie
La jeune Américaine reprend sa carrière en janvier 2024 après 8 mois de pause. Redescendue au tréfonds du classement, elle reprend à Auckland, et sort la Russe Anastasia Pavlyuchenkova (7-5, 6-4) avant de tomber très sèchement contre Marie Bouzková (0-6, 1-6). Elle joue le Grand Chelem australien en éliminant Liudmila Samsonova, tête de série numéro treize en méforme (6-3, 6-4). Elle sort ensuite l'Argentine Nadia Podoroska (6-2, 6-3) et l'Espagnole Paula Badosa qui revient elle aussi de blessure (7-5, 6-4). Pour la troisième fois de sa carrière en huitièmes de finale de ce premier tournoi du Grand Chelem, elle ne parvient pas à aller plus loin, battue logiquement par la tenante du titre et numéro deux Aryna Sabalenka (3-6, 2-6). Les mois suivants sont plus difficiles avec une pause jusqu'en avril où elle reprend avec la terre battue et écarte facilement la vétérane Alizé Cornet (6-3, 6-0) avant d'être renversée logiquement par la cinquième joueuse mondiale, Jessica Pegula (6-3, 4-6, 6-7) à Charleston. Cette défaite encourageante est suivie de deux autres qui apparaissent davantage comme des contre-performance, à Madrid contre la qualifiée Emiliana Arango (6-1, 4-6, 6-7), 121e et qui joue pour la première fois le tournoi, et à Rome où elle mène une nouvelle fois un set à zéro contre la locale Sara Errani, ancienne finaliste à Roland Garros (6-4, 2-6, 1-6) et invitée par les organisateurs. Elle remporte son premier tour à Roland Garros, brisant sa série de défaites contre la Slovaque Rebecca Šramková (7-6, 6-4) qui n'a jamais gagné de match en tableau final de Majeur, puis cède facilement contre la revancharde Liudmila Samsonova (2-6, 1-6).
Elle échoue d'entrée à Bois-Le-Duc en qualifications et au troisième tour à Wimbledon, laissant à Eva Lys l'opportunité de jouer pour la première fois le tableau final à Londres. Elle reprend cependant la confiance à Washington, où elle sort enfin des qualifications et écarte l'ancienne vainqueur de l'US Open Sloane Stephens (6-3, 7-5) avant de sortir pour la seconde fois de l'année Anastasia Pavlyuchenkova (6-1, 6-7, 6-4). Elle concède en quarts de finale la défaite contre Caroline Dolehide, finaliste surprise du WTA 1000 de Guadalajara l'année passée (6-7, 1-6).
En août, elle accède à sa première finale en WTA 1000 à Toronto, prenant d'abord sa revanche sur Caroline Dolehide (6-1, 6-4) puis sortant la douzième mondiale Daria Kasatkina (6-4, 6-3). Elle profite de l'abandon d'une autre Russe, Anna Kalinskaya (6-2 ab.) pour accéder aux quarts de finale et réaliser l'exploit de sortir la numéro trois mondiale Aryna Sabalenka (6-4, 6-2), lui permettant d'aller en demi-finale d'un WTA 1000 pour la première fois de sa carrière et gagnant ainsi son premier match contre une joueuse du Top 10 depuis près de deux ans. Elle cède une manche et se sort du piège Emma Navarro (6-3, 2-6, 6-2), mais doit s'incliner logiquement en finale contre sa compatriote Jessica Pegula (3-6, 6-2, 1-6), tenante du titre. Ce très bon parcours la réinsère dans le Top 50. Elle hérite d'un tirage très compliqué à l'US Open, opposée dès le premier tour à la jeune Zheng Qinwen, finaliste à l'Open d'Australie en début de saison. Elle mène mais laisse le match à la Chinoise (6-4, 4-6, 2-6).
À Pékin, au troisième tour, elle écarte une nouvelle fois Daria Kasatkina (7-61, 6-4), puis s'incline encore contre en huitième devant Zheng Qinwen (6-3, 1-6, 2-6). Elle dispute également durant cet automne les tournois de Séoul (où elle abandonne devant Viktoriya Tomova) et Wuhan (où elle déclare forfait au second tour contre Marta Kostyuk).

### 2025. 1ertitre en WTA 1000 à Doha, finale à Wimbledon et 1/8eà Roland-Garros
Elle parvient mi-février à remporter son plus beau titre en capitale qatarienne à Doha. Elle vainc lors de son premier match l'ancienne numéro une Victoria Azarenka (6-3, 7-5) puis la dixième joueuse mondiale et récente demi-finaliste de l'Open d'Australie Paula Badosa (6-4, 6-3) au second tour. Ayant affaire à un tableau ouvert, elle ne laisse que trois jeux à l'ancienne finaliste de l'US Open Leylah Fernandez (6-3, 6-0), et cède sa seule manche du tournoi en quarts de finale contre l'Ukrainienne Marta Kostyuk (4-6, 7-5, 6-4). Elle affronte dans le dernier carré la surprise Ekaterina Alexandrova, tombeuse de Jessica Pegula et d'Aryna Sabalenka, numéro une mondiale (6-3, 6-3) pour rejoindre sa deuxième finale en WTA 1000. Elle retrouve la dernière joueuse qui l'avait battu il y a trois ans dans le tournoi, Jeļena Ostapenko qui a remporté sa cinquième rencontre en autant de duels la veille contre la triple tenante du titre Iga Świątek. Elle surprend les observateurs dans une finale interrompue plusieurs fois par la pluie et dispose de la Lettone (6-4, 6-3) pour remporter son troisième titre en carrière, le premier depuis trois ans et le plus prestigieux.
Elle confirme ses bonnes dispositions sur la terre américaine de Charleston, où elle se débarrasse de l'ancienne Top 10 Veronika Kudermetova (6-2, 6-2), de la Kazakh Yulia Putintseva (6-4, 6-4) et de sa compatriote Emma Navarro (7-5, 7-6), demi-finaliste du dernier US Open pour atteindre le dernier carré. Opposée à l'ancienne numéro quatre Sofia Kenin, elle abandonne à la fin du premier set (2-5 ab.) suite à une blessure au dos. Elle revient fin avril sur la terre battue de Madrid mais s'y incline d'entrée pour la troisième année de suite contre sa compatriote Peyton Stearns (2-6, 6-2, 5-7). Elle est intraitable au début du tournoi de Roland-Garros, profitant du forfait de la qualifiée Nina Stojanović, qui participe à son premier Majeur depuis quatre ans (6-3, 4-1 ab.), écrasant Viktorija Golubic (6-0, 6-2) et sortant la Danoise Clara Tauson (7-6, 6-4). Elle est sortie en huitièmes de finale par la numéro une Aryna Sabalenka, finaliste à l'Open d'Australie et vainqueur à Madrid (5-7, 3-6). Elle enchaîne avec le tournoi du Queen's, battant d'abord les deux invitées Britanniques Jodie Burrage (4-6, 6-3, 6-4) et Sonay Kartal (6-1, 6-3). Elle élimine coup sur coup Emma Navarro, signant sa première victoire sur gazon sur une Top 10 (6-3, 6-3) ainsi que la tête de série numéro une Zheng Qinwen, enchaînant dans un même tournoi deux victoires sur des joueuses du Top 10, une première pour l'Américaine en carrière (6-2, 4-6, 6-4). Pour sa première finale sur gazon, elle affronte la vétérane et surprise du tournoi, Tatjana Maria, ancienne demi-finaliste à Wimbledon et issue des qualifications. L'Allemande remporte la finale (3-6, 4-6) et décroche son plus beau titre en carrière. Elle parvient la semaine suivante en quarts de finale à Berlin, se sortant des griffes de la Canadienne Bianca Andreescu (6-4, 6-3), ancienne numéro quatre mondiale et de la Polonaise Magdalena Fręch (6-2, 4-6, 6-3) avant de s'incliner sèchement contre la Russe Liudmila Samsonova (1-6, 1-6).
Elle débute le tournoi de Wimbledon par une écrasante victoire sur la Kazakh Yulia Putintseva (6-0, 6-0) puis enchaîne contre la Mexicaine Renata Zarazúa (6-4, 6-3) qui vient de remporter son premier match ici. Opposée à la Hongroise Dalma Gálfi au troisième tour, elle s'impose avec difficulté (6-3, 5-7, 6-3) comme devant la jeune Tchèque Linda Nosková (6-2, 5-7, 6-4) qui atteint ses premiers huitièmes de finale au Temple. L'Américaine, profitant d'un tableau ouvert, parvient à accéder pour la deuxième fois de sa carrière au dernier carré d'un Majeur, en sortant la vétérane Anastasia Pavlyuchenkova (6-1, 7-6), ancienne quart de finaliste neuf ans plus tôt et rejoint Aryna Sabalenka, récente finaliste à Roland Garros. Livrant son meilleur match du tournoi, elle prend sa revanche (6-4, 4-6, 6-4), remportant pour la première fois de sa carrière un match contre une numéro une mondiale, et joue sa première finale de Grand Chelem contre la championne Iga Świątek. Contre la Polonaise, vainqueur de cinq Majeurs jusqu'à présent mais qui joue comme l'Américaine sa première finale ici, elle s'effondre et ne marque pas un seul jeu (0-6, 0-6), ce qui ne s'était plus produit en finale d'un Majeur depuis 1988. Malgré la défaite, l'Américaine rentre dans le Top 10 pour la première fois, classée à la septième place mondiale.
Finaliste également l'année passée à l'Open du Canada, elle lance la défense de ses points contre la Néo-Zélandaise Lulu Sun (6-4, 7-6), enchaîne de manière impressionnante contre l'ancienne vainqueur de l'US Open Emma Raducanu (6-2, 6-1) mais est stoppée en huitièmes de finale par l'expérimenté Elina Svitolina qu'elle affronte pour la première fois depuis quatre saisons (4-6, 1-6). Elle subit une deuxième défaite consécutive après avoir profité du forfait de la qualifiée Léolia Jeanjean, s'inclinant contre la Russe Anna Kalinskaya (5-7, 4-6).

## Palmarès

### Titres en simple dames
| No | Date       | Nom et lieu du tournoi            | Catégorie | Dotation    | Surface      | Finaliste             | Score         |          |
| -- | ---------- | --------------------------------- | --------- | ----------- | ------------ | --------------------- | ------------- | -------- |
| 1  | 08-04-2019 | Claro Open Colsanitas, Bogota     | Intern'l  | 226 750 $   | Terre (ext.) | Astra Sharma          | 4-6, 6-4, 6-1 | Parcours |
| 2  | 04-01-2022 | Melbourne Summer Set 2, Melbourne | WTA 250   | 239 477 $   | Dur (ext.)   | Aliaksandra Sasnovich | 7-5, 1-6, 6-4 | Parcours |
| 3  | 09-02-2025 | Qatar TotalEnergies Open, Doha    | WTA 1000  | 3 654 963 $ | Dur (ext.)   | Jeļena Ostapenko      | 6-4, 6-3      | Parcours |

### Finales en simple dames
| No | Date       | Nom et lieu du tournoi                          | Catégorie | Dotation     | Surface      | Vainqueure     | Score         |          |
| -- | ---------- | ----------------------------------------------- | --------- | ------------ | ------------ | -------------- | ------------- | -------- |
| 1  | 10-09-2018 | Japan Women's Open, Hiroshima                   | Intern'l  | 250 000 $    | Dur (ext.)   | Hsieh Su-wei   | 6-2, 6-2      | Parcours |
| 2  | 06-08-2024 | National Bank Open presented by Rogers, Toronto | WTA 1000  | 3 211 715 $  | Dur (ext.)   | Jessica Pegula | 6-3, 2-6, 6-1 | Parcours |
| 3  | 09-06-2025 | The HSBC Championships, Londres                 | WTA 500   | 1 064 510 $  | Gazon (ext.) | Tatjana Maria  | 6-3, 6-4      | Parcours |
| 4  | 30-06-2025 | Wimbledon, Londres                              | G. Chelem | 53 500 000 € | Gazon (ext.) | Iga Świątek    | 6-0, 6-0      | Parcours |

## Parcours en Grand Chelem

### Finale (1)
| Année | Tournoi   | Adversaire en finale | Score    |
| 2025  | Wimbledon | Iga Świątek          | 0-6, 0-6 |

### En simple dames
| Année | Open d'Australie | Open d'Australie | Internationaux de France | Internationaux de France | Wimbledon       | Wimbledon     | US Open         | US Open           |
| ----- | ---------------- | ---------------- | ------------------------ | ------------------------ | --------------- | ------------- | --------------- | ----------------- |
| 2016  | —                | —                | —                        | —                        | —               | —             | Q2              | Eri Hozumi        |
| 2017  | —                | —                | 1er tour (1/64)          | Kurumi Nara              | —               | —             | Q1              | İpek Soylu        |
| 2018  | —                | —                | —                        | —                        | —               | —             | 1er tour (1/64) | Taylor Townsend   |
| 2019  | 1/8 de finale    | Petra Kvitová    | 1/2 finale               | Ashleigh Barty           | 2e tour (1/32)  | Magda Linette | —               | —                 |
| 2020  | 1er tour (1/64)  | Zarina Diyas     | 3e tour (1/16)           | Simona Halep             | Annulé          | Annulé        | 3e tour (1/16)  | María Sákkari     |
| 2021  | —                | —                | 1er tour (1/64)          | Veronika Kudermetova     | 1er tour (1/64) | Magda Linette | 2e tour (1/32)  | Karolína Plíšková |
| 2022  | 1/8 de finale    | Ashleigh Barty   | 1/8 de finale            | Leylah Fernandez         | 1/4 de finale   | Simona Halep  | 1er tour (1/64) | Yulia Putintseva  |
| 2023  | 1er tour (1/64)  | Marta Kostyuk    | —                        | —                        | —               | —             | —               | —                 |
| 2024  | 1/8 de finale    | Aryna Sabalenka  | 2e tour (1/32)           | Liudmila Samsonova       | Q2              | Eva Lys       | 1er tour (1/64) | Zheng Qinwen      |
| 2025  | 2e tour (1/32)   | Emma Raducanu    | 1/8 de finale            | Aryna Sabalenka          | Finale          | Iga Świątek   |                 |                   |

N.B. : à droite du résultat se trouve le nom de l'ultime adversaire.

### En double dames
| Année | Open d'Australie                                                                  | Open d'Australie                                                                    | Internationaux de France                                                           | Internationaux de France | Wimbledon | Wimbledon | US Open                                                                      | US Open |
| ----- | --------------------------------------------------------------------------------- | ----------------------------------------------------------------------------------- | ---------------------------------------------------------------------------------- | ------------------------ | --------- | --------- | ---------------------------------------------------------------------------- | ------- |
| 2017  | —                                                                                 | —                                                                                   | —                                                                                  | —                        | —         | —         | 1er tour (1/32) E. Bektas \|\| style="text-align:left;" \| S. Aoyama Yang Z. |         |
|       |                                                                                   |                                                                                     |                                                                                    |                          |           |           |                                                                              |         |
| 2019  | 1er tour (1/32) D. Collins \|\| style="text-align:left;" \| R. Atawo K. Srebotnik | 2e tour (1/16) X. Knoll \|\| style="text-align:left;" \| A.L. Friedsam L. Siegemund | —                                                                                  | —                        | —         | —         |                                                                              |         |
|       |                                                                                   |                                                                                     |                                                                                    |                          |           |           |                                                                              |         |
| 2021  | —                                                                                 | —                                                                                   | 2e tour (1/16) A. Potapova \|\| style="text-align:left;" \| Hsieh S.-w. E. Mertens | —                        | —         | —         | —                                                                            |         |

N.B. : le nom de la partenaire se trouve sous le résultat ; les noms des ultimes adversaires se trouvent à droite.

### En double mixte
| Année | Open d'Australie                                                                  | Open d'Australie | Internationaux de France | Internationaux de France | Wimbledon | Wimbledon | US Open                                                                            | US Open |
| ----- | --------------------------------------------------------------------------------- | ---------------- | ------------------------ | ------------------------ | --------- | --------- | ---------------------------------------------------------------------------------- | ------- |
| 2017  | —                                                                                 | —                | —                        | —                        | —         | —         | 1er tour (1/16) C. Harrison \|\| style="text-align:left;" \| Chan H.-c. M. Venus   |         |
| 2018  | —                                                                                 | —                | —                        | —                        | —         | —         | 1er tour (1/16) M. Mmoh \|\| style="text-align:left;" \| B. Mattek-Sands J. Murray |         |
|       |                                                                                   |                  |                          |                          |           |           |                                                                                    |         |
| 2020  | 2e tour (1/8) N. Kyrgios \|\| style="text-align:left;" \| B. Krejčíková N. Mektić | Annulé           | Annulé                   | Annulé                   | Annulé    | Annulé    | Annulé                                                                             |         |
|       |                                                                                   |                  |                          |                          |           |           |                                                                                    |         |
| 2025  | —                                                                                 | —                | —                        | —                        | —         | —         | 1er tour (1/8) H. Rune \|\| style="text-align:left;" \| T. Townsend B. Shelton     |         |

N.B. : le nom du partenaire se trouve sous le résultat ; les noms des ultimes adversaires se trouvent à droite.

## Parcours en «Premier» et WTA 1000
Les tournois WTA « Premier Mandatory » et « Premier 5 » (entre 2009 et 2020) et WTA 1000 (à partir de 2021) constituent les catégories d'épreuves les plus prestigieuses, après les quatre levées du Grand Chelem. 

De 2009 à 2023, les tournois Premier Mandatory (dits tournois WTA 1000 obligatoires entre 2021 et 2023) regroupent Indian Wells, Miami, Madrid et Pékin, les autres constituant les tournois Premier 5 (tournois WTA 1000 non-obligatoires). À partir de 2024, le nombre de tournois WTA 1000 passe à 10 par saison (fin de l’alternance Doha / Dubaï), ces derniers devenant tous obligatoires et offrant tous 1000 points à la vainqueure (contre 900 points précédemment pour les tournois Premier 5).

### En simple dames
| Année |       |                             |                            |                              |                             |                              |                               |                             |                              |                          |  |                             |
| Doha  | Dubaï | Indian Wells                | Miami                      | Madrid                       | Rome                        | Canada                       | Cincinnati                    | Pékin                       |                              | Wuhan                    |  |                             |
| Doha  | Dubaï | Indian Wells                | Miami                      | Madrid                       | Rome                        | Canada                       | Cincinnati                    | Pékin                       | Guadalajara                  |                          |  |                             |
| Doha  | Dubaï | Indian Wells                | Miami                      | Madrid                       | Rome                        | Canada                       | Cincinnati                    | Pékin                       |                              |                          |  |                             |
| 2017  |       | WTA 500                     |                            |                              | 1er tour (1/64) T. Townsend |                              |                               |                             |                              |                          |  |                             |
| 2018  |       |                             | WTA 500                    | 4e tour (1/8) Ka. Plíšková   | 2e tour (1/32) Forfait      |                              |                               |                             | 3e tour (1/16) E. Svitolina  |                          |  |                             |
| 2019  |       | WTA 500                     |                            | 2e tour (1/32) E. Mertens    | 2e tour (1/32) A. Kontaveit |                              | 2e tour (1/16) K. Bertens     |                             |                              | 1er tour (1/32) J. Brady |  | 2e tour (1/16) Ka. Plíšková |
| 2020  |       | 3e tour (1/8) Forfait       | WTA 500                    | Annulé                       | Annulé                      | Annulé                       | 2e tour (1/16) D. Yastremska  | Annulé                      | 2e tour (1/16) J. Pegula     | Annulé                   |  | Annulé                      |
| 2021  |       | WTA 500                     | 2e tour (1/16) G. Muguruza | 3e tour (1/16) B. Krejčíková | 3e tour (1/16) B. Andreescu | 1er tour (1/32) M. Sákkari   | 2e tour (1/16) E. Svitolina   | 3e tour (1/8) Ka. Plíšková  |                              | Annulé                   |  | Annulé                      |
| 2022  |       | 2e tour (1/16) J. Ostapenko | WTA 500                    | 2e tour (1/32) L. Fernandez  | 1er tour (1/64) S. Rogers   | 1/4 de finale E. Alexandrova | 1/4 de finale A. Sabalenka    | 2e tour (1/16) Ka. Plíšková | 2e tour (1/16) Forfait       | Hors calendrier          |  |                             |
| 2023  |       | WTA 500                     | 2e tour (1/16) V. Azarenka | 2e tour (1/32) L. Nosková    | 1er tour (1/64) M. Brengle  | 1er tour (1/64) A. Rus       |                               |                             |                              |                          |  |                             |
| 2024  |       |                             |                            |                              |                             | 1er tour (1/64) E. Arango    | 1er tour (1/64) S. Errani     | Finale J. Pegula            |                              | 4e tour (1/8) Zheng Q.   |  | 2e tour (1/16) Forfait      |
| 2025  |       | Victoire J. Ostapenko       | 1er tour (1/32) M. Kessler | 2e tour (1/32) B. Bencic     | 4e tour (1/8) E. Raducanu   | 2e tour (1/32) P. Stearns    | 2e tour (1/32) V. Kudermetova | 4e tour (1/8) E. Svitolina  | 3e tour (1/16) A. Kalinskaya |                          |  |                             |

Sous le résultat, l’ultime adversaire.
1. 1 2   Les tournois de Doha et Dubaï alternent le statut de tournoi WTA 1000 (ex Premier 5) entre 2009 et 2023 : les trois premières éditions ont lieu à Dubaï, les trois suivantes à Doha, puis Dubaï accueille le tournoi de cette catégorie les années impaires et Dubaï les années paires. De 2011 à 2023, la ville qui n’accueille pas de WTA 1000 organise à la place un tournoi WTA 500 (ex Premier).
2. 1 2 3 4 5 6 7   L’ordre de déroulement des tournois a évolué depuis 2009 : Rome se dispute avant Madrid et Cincinnati avant Montréal/Toronto jusqu’en 2010, tandis que Tokyo (2009-2013)-Wuhan (2014-2019, 2024-)-Guadalajara (2022-2023) ont lieu avant Pékin jusqu’en 2023.
3. 1 2 3 4 5 6 7 8  Du fait de la pandémie de Covid-19, les tournois d’Indian Wells, de Miami, de Madrid, du Canada, de Wuhan et de Pékin sont annulés en 2020. Ces deux derniers le sont également en 2021. Pour des raisons d’organisation, le tournoi de Cincinnati 2020 a exceptionnellement lieu à Flushing Meadows à New York.
4. ↑  Le 1er décembre 2021, le président de la WTA, Steve Simon, annonce que tous les tournois prévus en Chine et à Hong Kong sont suspendus à partir de 2022, en raison de préoccupations concernant la sécurité et le bien-être de la joueuse de tennis chinoise Peng Shuai après ses allégations de relations sexuelles non-consenties avec Zhang Gaoli, membre de haut rang du Parti communiste chinois. Le tournoi de Pékin revient en 2023. Le tournoi de Guadalajara remplace celui de Wuhan pendant deux ans, ce dernier réapparaissant en 2024.

## Classements WTA en fin de saison
| Année          | 2016 | 2017 | 2018 | 2019 | 2020 | 2021 | 2022 | 2023 | 2024 |
| Rang en simple | 761  | 192  | 95   | 24   | 30   | 78   | 23   | 359  | 36   |
| Rang en double | –    | 777  | –    | 411  | 468  | 488  | –    | 488  | –    |

Source : (en) Classements de Amanda Anisimova sur le site officiel de la Fédération internationale de tennis

## Records et statistiques

### Confrontations avec ses principales adversaires
Confrontations lors des différents tournois WTA avec ses principales adversaires (5 confrontations minimum et avoir été membre du top 10). Classement par pourcentage de victoires. Situation au 4 août 2025 :
Les joueuses retraitées sont en gris.
| Joueuse           | Meilleur classement | Confrontations | Victoires | Défaites | Pourcentage de victoires | Dernière confrontation                    |
| ----------------- | ------------------- | -------------- | --------- | -------- | ------------------------ | ----------------------------------------- |
| Karolína Plíšková | 1                   | 6              | 1         | 5        | 16,7                     | défaite (1-6, 1-6) à Toronto 2022         |
| Elina Svitolina   | 3                   | 5              | 1         | 4        | 20                       | défaite (4-6, 1-6) à Montréal 2025        |
| Aryna Sabalenka   | 1                   | 9              | 6         | 3        | 66,7                     | victoire (6-4, 4-6, 6-4) à Wimbledon 2025 |
| Daria Kasatkina   | 8                   | 5              | 5         | 0        | 100                      | victoire (7-61, 6-4) à Pékin 2024         |

### Victoires sur le top 10
Toutes ses victoires sur des joueuses classées dans le top 10 de la WTA lors de la rencontre.
| Légende            |
| Grand Chelem       |
| Premier / WTA 1000 |
| WTA 500            |
| WTA 250            |
| Fed Cup            |

| #  |        |              | Tournoi       | Année | Surface       |  | Adversaire       | Rang  | Tour | Score          | Tableau |
| 1  | no 149 |              | Indian Wells  | 2018  | Dur           |  | Petra Kvitová    | no 9  | 1/16 | 6-2, 6-4       | Tableau |
| 2  | no 51  |              | Roland-Garros | 2019  | Terre battue  |  | Simona Halep     | no 3  | 1/4  | 6-2, 6-4       | Tableau |
| 3  | no 29  |              | Doha          | 2020  | Dur           |  | Elina Svitolina  | no 7  | 1/16 | 6-3, 6-3       | Tableau |
| 4  | no 47  |              | Charleston    | 2022  | Terre battue  |  | Aryna Sabalenka  | no 5  | 1/8  | 3-6, 6-4, 6-3  | Tableau |
| 5  | no 33  |              | Madrid        | 2022  | Terre battue  |  | Aryna Sabalenka  | no 4  | 1/32 | 6-2, 3-6, 6-4  | Tableau |
| 6  | no 32  |              | Rome          | 2022  | Terre battue  |  | Danielle Collins | no 9  | 1/8  | 6-2, 6-2       | Tableau |
| 7  | no 23  |              | Cincinnati    | 2022  | Dur           |  | Daria Kasatkina  | no 10 | 1/32 | 6-4, 6-4       | Tableau |
| 8  | no 132 |              | Toronto       | 2024  | Dur           |  | Aryna Sabalenka  | no 3  | 1/4  | 6-4, 6-2       | Tableau |
| 9  | no 41  |              | Doha          | 2025  | Dur           |  | Paula Badosa     | no 10 | 1/16 | 6-4, 6-3       | Tableau |
| 10 | no 17  |              | Miami         | 2025  | Dur           |  | Mirra Andreeva   | no 6  | 1/16 | 7-65, 2-6, 6-3 | Tableau |
| 11 | no 15  |              | Queen's       | 2025  | Gazon         |  | Emma Navarro     | no 10 | 1/4  | 6-3, 6-3       | Tableau |
| 12 |        | Zheng Qinwen | no 5          | 1/2   | 6-2, 4-6, 6-4 |  |                  |       |      |                |         |
| 13 | no 12  |              | Wimbledon     | 2025  | Gazon         |  | Aryna Sabalenka  | no 1  | 1/2  | 6-4, 4-6, 6-4  | Tableau |